# Дезана
Дезана (італ. Desana, п'єм. Dzan-a) — муніципалітет в Італії, у регіоні П'ємонт, провінція Верчеллі.
Дезана розташована на відстані близько 510 км на північний захід від Рима, 60 км на північний схід від Турина, 8 км на південний захід від Верчеллі.
Населення — 1070 осіб (2014).
Щорічний фестиваль відбувається 29 червня. Покровитель — Santi Pietro e Paolo.

## Демографія
Населення за роками:

Станом на 1 січня 2023 року в муніципалітеті офіційно проживало 47 іноземців з 12 країн, серед них 22 громадяни країн Євросоюзу та 6 громадян України.

## Сусідні муніципалітети
- Азільяно-Верчеллезе
- Костанцана
- Ліньяна
- Ронсекко
- Тричерро
- Верчеллі